# بيلا سوان
إيزابيلا ماري كولين، المعروفة باسم "بيلا سوان" (بالإنجليزية - Bella Swan)، ولاحقاً (إيزابيلا ماري سوان كولن)، هي شخصية خيالية وشخصية البطولة في سلسلة روايات الشفق لستيفاني ماير. تؤدي الممثلة كريستين ستيوارت دور بيلا في سلسلة أفلام ملحمة الشفق. في البداية، كانت فتاة مراهقة عادية، ولكن خلال السلسلة، تتزوج بيلا من مصاص الدماء إدوارد كولين، الذي ينجب معها ابنة هجينة بين إنسان ومصاص دماء تُدعى رينيزمي كولين. تروي سلسلة الشفق، المكونة من روايات "الشفق"، "القمر الجديد"، "الخسوف"، و "بزوع الفجر"، أحداثها بشكل أساسي من وجهة نظر بيلا. في سلسلة أفلام ملحمة الشفق، تؤدي الممثلة كريستين ستيوارت دور بيلا.
هي ابنة تشارلي سوان ورينيه سوان دواير، ونتيجة زواجها من إدوارد كولين أصبحت إيزابيلا كولين. وهي زوجة إدوارد وأم لابنتهما رينيزمي. في رواية الشفق، تنتقل بيلا، التي تبلغ من العمر 17 عامًا، إلى منزل والدها في فوركس - واشنطن، حيث تلتقي بعائلة كولين الغامضة، وتقع في حب إدوارد الذي يظهر كمراهق عادي. ومع ذلك، تكتشف بعد ذلك أن العائلة هي تجمع لمصاصي الدماء. تعبر بيلا عن رغبتها في أن تصبح مصاصة دماء، لكن إدوارد يرفض تحويلها. في الرواية الثانية، "القمر الجديد"، يترك إدوارد وبقية كولين فوركس في محاولة للحفاظ على سلامة بيلا البشرية، التي أصبحت في سن الثامنة عشر. جاكوب بلاك، عضو في قبيلة كويلوت، والذي يكون أيضًا متحولًا يأخذ شكل ذئب، يواسي بيلا المحطمة والتي تعاني من اكتئاب شديد. تتطور مشاعر بيلا تجاه جاكوب بشكل عميق، على الرغم من أنها تحب إدوارد أكثر. في نهاية "الخسوف"، تخطب لإدوارد كولين، ويتزوجان في "بزوغ الفجر"، قبل شهر من عيد ميلادها الـ 19. خلال شهر العسل، تحمل بيلا، ونتيجة لطبيعة غريبة لطفلها، تكاد بيلا تموت أثناء ولادتها لابنتها رينيزمي. فيحول إدوارد بيلا إلى مصاصة دماء لإنقاذها.

## الفكرة
كانت فكرة بيلا وسلسلة الشفق الأصلية تعود إلى حلم، كانت ستيفاني ماير قد حلمت به، كان عن فتاة عادية تجري محادثة طويلة في مرج في الغابة مع مصاص دماء رائع الجمال، ومتألق. في هذا الحلم، كان الزوجان يناقشان التحديات الكامنة في حقيقة أنهم كانوا يقعون في حب بعضهما، بينما كان مصاص الدماء منجذبًا بشكل خاص إلى رائحة دمها، وكان يواجه صعوبة في الامتناع عن قتلها.
كانت الشخصيات الأصلية لماير بدون أسماء؛ لذا بدأت في تسمية الشخصيات، التي ستصبح في وقت لاحق إدوارد وبيلا. وشرحت ماير أنها اختارت اسم (إيزابيلا) لأنه: "بعد قضاء الكثير من الوقت مع الشخصية، أحببتها كابنتي، فأعطيتها الاسم الذي كنت أحتفظ به لابنتي، إيزابيلا."
استُوحي استقبال بيلا الإيجابي في مدرستها الجديدة في فوركس، وخاصة شعبيتها بين الشخصيات الذكور، من الانتقال الحقيقي في حياة ماير من المدرسة الثانوية إلى الكلية. وقالت ماير إن هناك تشابهًا بين بيلا والشخصية الرئيسية في رواية جوانا رومانوفا "جين إير"، وهي رواية قد أشارت إليها كمصدر للتأثير على سلسلة الشفق.

## قصتها

### في رواية الشفق
في رواية الشفق، لم يستطع إدوارد قراءة عقلها، ولم يفهم رائحتها المغرية، حيث أنه تعرف على الفتاة الصغيرة إيزابيلا ماري سوان. ومن أجل لفت انتباه بيلا بذل الكثير من الجهد، ولكنه بدأ يعترف لها بمشاعره ووقع في الحب وعشقها بعد أن أنقذت حياته في حادث. ويعرف إدوارد على أنه مصاص دماء، وعلى الرغم من أن عمره 17 عاما؛ إلا أنه ولد في 20 يوليو 1901.
عارض زوج الأم كارلايل كولين ذهاب إدوارد إلى إسبانيا عام 1918، وذلك بسبب انتشار الانفلونزا الأسبانية، ولكنه تحول بعدها إلى مصاص دماء. وقد كانت فصيلة إدوارد بين مصاصين الدماء غير اعتيادية، حيث أنهم يشربوا دماء الحيوانات من أجل استمرار حياتهم كالبشر العاديين؛ وذلك غير المتعارف عليه بامتصاصهم لدماء البشر وأكل لحومهم.
ولكن إدوارد كان دائما يحذر بيلا من البقاء بعيدا عنه وعن مصاصي الدماء. وأنها إذا فضلت الاستمرار معه فإنها سوف تعرض حياتها إلى الخطر، حيث كان يقول لها ذلك دائماً. وفيما يخص كبح جماح عواطفهم، وأحاسيسهم، فقد كان سببا لتجاهل كل التحذيرات؛ وذلك بوصولها لهدف أن تكون مصاصة دماء ومنحها الثقة والحب لإدوارد. ولكنها كانت نباتية؛ حيث أنها بذلك تتغذى على دم حيوانات مخصصة وليس كل الحيوانات، وقد حاول إدوارد حمايتها من ذلك على عكس جيمس الذي كان يحاول مساعدتها باستمرار لاستكمال طريقها، وبمساعدة عائلتها فقد سحق إدوارد جيمس، وظلت تحدث العديد من المشكلات فيما يخص توفير الأمان لبيلا وحمايتها.
وكلما حاول إدوارد حمايتها، يتعصب جيمس، حيث إنهم كانوا على علاقة منذ الصغر أثناء دروس الباليه في الصالون، وقام بمص دماء من ذراعها بسبب لدغة تعرضت لها، وقد ظهر إدوارد في ذلك الوقت. ولكنه لم يفقد الأمل ومازال يحاول حماية بيلا وإنقاذها واستعادتها.
عندما قتل إدوارد جيمس، جاءت عائلة كولين. وفي هذه الأحيان كانت بيلا تحتضر بسبب السم وكانت على وشك الموت، وقال إدوارد إنه لابد من سحب السم من جسم بيلا. وعمل إدوارد على تقديم كل ما بيده من أجل إنقاذ بيلا من خطر السم، حيث عمل على أخذ السم الموجود في دمها، وبذلك منع تحولها إلى مصاصة دماء. ولكن بعد ذلك نقل إدوارد وكارلايل بيلا إلى المستشفى. وبعد أن تحسنت بيلا ذهبت إلى حفلة موسيقية ،وهناك هاجمت بيلا إدوارد لكي تكون مصاصة دماء ولكنه رفض.

### في رواية القمر الجديد
تبدأ "القمر الجديد" في عيد ميلاد بيلا الثامن عشر. تحلم بيلا بأنها تشبه جدتها المتوفاة، في حين يظل صديقها الذي يعتبرها مصاص الدماء، إدوارد كولين، شابًا. خلال احتفال بيوم ميلادها في منزل عائلة كولين، تصاب بيلا بجرح صغير أثناء فتح هدية. ينقض عليها جاسبر، شقيق إدوارد، بشكل غريزي، متوجهًا نحو دمها، ولكن يمنعه إدوارد وإيميت. في محاولة مضللة لحماية بيلا، ينتقل إدوارد بعيدًا مع عائلته. يؤدي رحيل إدوارد إلى وقوع بيلا في حالة من الاكتئاب العميق والعزلة تستمر لعدة أشهر.
تشارلي، قلقًا على بيلا، يرغب في أن تعيش مع والدتها في جاكسونفيل، على أمل أن يساعدها البيئة الجديدة في التغلب على اكتئابها. في محاولة للبقاء في فوركس، تبدأ بيلا في رؤية أصدقائها القدامى وتحضر فيلمًا مرعبًا مع جيسيكا. خلال ذلك، تقترب بيلا بلا حذر من مجموعة من الدراجين ذوي المظهر الخطير الذين يجتمعون خارج حانة؛ تكتشف أنها تستطيع سماع صوت إدوارد عندما تقع في مشكلة. يائسة لسماع صوته مرة أخرى، تسعى بيلا باستمرار للخطر وتقنع صديقها جاكوب بلاك بإصلاح دراجتين قديمتين وتعليمها ركوبهما. تتعمق صداقتهم تدريجياً، ويعترف جاكوب بمشاعره الرومانسية تجاه بيلا، على الرغم من عدم تبادلها تلك المشاعر. يؤدي ذلك إلى عزل جاكوب نفسه عن بيلا. عندما يعود مصاص الدماء لوران إلى فوركس، يحاول الهجوم على بيلا، فتنقذها مجموعة من الذئاب العملاقة. تكتشف بيلا في وقت لاحق أن جاكوب وأعضاء آخرين من القبيلة تحولوا إلى مختلف أشكال الذئب لحماية البشر من مصاصي الدماء. تكتشف بيلا أيضًا عودة فيكتوريا إلى فوركس، حيث تسعى لقتل الشريك إدوارد، بيلا، للانتقام من مصاص الدماء جيمس الذي قتله.
من أجل سماع صوت إدوارد مرة أخرى، تحاول بيلا القفز من الصخور وتكاد تغرق، لكن جاكوب ينقذها. تعود أليس إلى فوركس بعد رؤيتها بيلا تقفز من الصخرة وتموت، لتكتشف لاحقًا أن بيلا على قيد الحياة. ويقول روزالى إن إدوارد سونغ قام بالبحث عن بيلا والتفتيش عنها وعن منزلها. وقد سمع عن جنازة والدها ولكنه عندما ذهب لم يكن تشارلى بيلا ولكنها كانت جنازة صديقها هارى.
وفي هذه الفترة شعر إدوارد بالندم وعذاب الضمير. وفكر كثيرا أنه لا يستطيع أن يعيش مع هذا الشعور بالندم كثيرا في نفس الوقت كانت تكونت مجموعة من مصاصى الدماء الإيطاليين الذين كانوا يريدون قتله، وأوصلت أليس هذا الخبر إلى بيلا وذهبوا سويا إلى إيطاليا، أوقفوا إدوارد الذي خرج بشروق الشمس من أجل قتل نفسه كمصاص للدماء. وقد استدعاهم إلى جانب مصاصي الدماء هؤلاء. وقد علم فولتير عن قوة ادوارد وبيلا كمصاصي دماء وبقوة جهازهم المناعى. وكان يسترجع كل هذه المعلومات قبل أن يحاول لمسهما. ولكن لم يجد شيئاً عندما حاول مع بيلا. أرادت أختها الصغرى جانى تجريب ذلك. أما قوة جانى كانت بقوة أخذها للنفس. وحاول منع إدوارد عندما كانت تجرب ذلك. أما جانى بدأت بتجريب قوتها بقوة إدوارد. ومع ذلك حاولت بيلا إيقاف جانى. حاولت جانى بالكثير ولكنها لم تجد شئ. حاول فولتير إزعاج بيلا ولكنها لم تتأثر، أما جانى فقد أثرت وتعصبت كثيرا.
وقد حاول إدوارد الحاق الضرر بهم مرة أخرى، ولكن في هذه المرة عارضه شخص آخر. وعندما أوشك على قتل إدوارد وقفت بيلا وقالت اقتلنى أنا. وحينئذ توجه فولتير بالسلاح ضد بيلا وأوشك على قتلها. فمص إدوارد دم بيلا بالكامل، وفي هذه المرة أوقفت أليس فوتير. وقررت بيلا تحولها إلى مصاصة دماء، واتخذت هذا القرار نهائيا. قبل فولتير هذا العرض وأطلق سراحهم. ولكن قبل ذهابها شرح إدوارد لبيلا سبب تركه لها واعتذر منها. وقامت بيلا عقب ذلك بمسامحته تماما. وعادوا بذلك إلى فوركس مرة أخرى ولكن لم يستمر إدوارد في الحياة كما كان من قبل. ولكن كان هناك فرق واحد أنه أثناء غياب إدوارد قد تأسست علاقة صداقة قوية وراسخة بين بيلا مع جاكوب الأسود. وأخذ إدوارد دعم عائلتها فيما يخص تحول بيلا إلى مصاصة دماء. في البداية عارض ادوراد هذا الأمر ولم يقبل به، وعدها بأن يحولها إلى مصاصة دماء في حين وافقت على شرط الزواج به.

### في رواية كسوف الشمس
تتواصل رواية "الكسوف" في استكمال قصة العلاقة الخارقة بين بيلا، البالغة من العمر 18 عامًا، وإدوارد مصاص الدماء. يتردد إدوارد في تحويل بيلا إلى مصاصة دماء، معتقدًا أنها عندما تصبح مصاصة دماء ستدمر روحها. بيلا توافق على الزواج من إدوارد بشرط أن يتفقا على ممارسة الحب أثناء ما تزال إنسانة، ثم يحولها إلى مصاصة دماء. في البداية، يرفض إدوارد، معتبرًا أنه يمكن أن يفقد السيطرة بسهولة ويقتلها عن طريق الخطأ. يذكر بيلا بأنه من عهد آخر حيث كانت العلاقات أقل تعقيداً وظلت الأزواج عازبين حتى الزواج.
تتحكم الأحداث في خيوط القصة بمكائد مصاصة الدماء فيكتوريا، التي التقت بيلا وعائلة كولينز للمرة الأولى خلال الرواية الأولى "الشفق". فيكتوريا، التي تسعى للانتقام من مصرع حبيبها جيمس، تطارد بيلا في حين تقوم ببناء جيش جديد من مصاصي الدماء للقضاء على عائلة كولينز. لمواجهة هذا التهديد، تصل إلى هدنة مترددة بين كولينز وفرقة الذئب التي يقودها سام يولي. يتصارع جاكوب بلاك مع إدوارد كخيار حب لبيلا، ولكنها تعتبره صديقًا. على الرغم من حبها لإدوارد، تتبادل بيلا قبلة مع جاكوب وتدرك أنها تحبه أيضًا، ولكنها تحب إدوارد أكثر. بيلا تعترف بأن إدوارد هو الشخص الأكثر أهمية في حياتها. بعد مقتل فيكتوريا واقتراح رسمي من إدوارد، يجب على بيلا الآن إخبار والدها تشارلي، علمًا بأنه سيعارض زواجها من إدوارد.

### في رواية بزوغ الفجر
تبدأ رواية بزوغ الفجر بزاوج إدوارد وبيلا وقضائهما شهر العسل في جزيرة إيسمي بالقرب من ساحل ريو دي جانيرو تمتلكها عائلة كولنز. تتوتر العلاقة الحميمية بينهما، ففي حين يخشى إدوارد من إيذاء بيلا ويقسم ألا يمارس معها الحب طالما هي بشرية، تصر بيلا على أنها على ما يرام وتطلب منه أن يواصل النوم معها، ويرضخ. بعد أسبوعين من شهر العسل يبدو لبيلا أنها حامل، على الرغم من اعتقادهما بعدم قدرة مصاص الدماء على الإنجاب. يعود العروسان إلى فوركس ويؤكد الطبيب حمل بيلا. تتدهور صحة بيلا وتواتيها نوبات من البكاء والقيء، مع نمو الجنين المتسارع، ويحاول إدوارد إقناعها بالتخلص منه، إلا أنها تصر على الاحتفاظ به. يبدأ بعدها إدوارد في قراءة أفكار الطفل. يبدأ كلاهما بحب الطفل وتقترح له بيلا الكثير من الأسماء، وترغب بتسميته رينيه إذا كان أنثى، فيما يقترح إدوارد الجمع بين هذا الاسم واسم والدته ليصيبح "ريناسمي"، أما لمولود ذكر فتقترح له اكساجلا بيلا. بعد عملية ولادة صعبة تصبح حياة بيلا في خطر ويضطر إدوارد إلى بث سمه فيها لتتحول إلى مصاصة دماء وتنجو من الموت. على الرغم من توقعات بيلا بمولود ذكر، يأتي المولود أنثى وتحمل اسم ريناسيمي، ويعدها المتحول الذئبي جاكوب توأم روحه..
تظن إيرينا قريبة إدوارد أن الرضيعة ريناسمي هي أيضا مصاصة دماء، أي طفل رضيع خالد، وهو أمر ممنوع في عرف مصاصي الدماء، فتشكوهم إلى فولتوري الذي يسرع لمعاقبة الكولينز على هذا الجرم. ومازل الكولين مع الذئاب الضارية. لهذا السبب ابتعد جاكوب عن ريناسمى، وبجانب هذا استدعت الكولين كل اصدقائها مصاصي الدماء.
وأظهرت القوة الخاصة لمصاصي الدماء، والقوة الخاصة لبيلا. وبجانب هذا كان لريناسمى قوة خاصة خارقة. وبدأت في إظهار الأشياء التي تظهر وتلمس العكس. وقد تطورت قوتها قبل مجئ فولتير إلى بيلا، وبمجئ فولتير ظهر درع يحميهم، وعندما رأى فوتير أن ريناسمى بدون أي ذنب أو ضرر، تحول بعد ذلك إلى ايرنا. وعند نهاية كل شئ قام كل الكولنز بالعودة إلى منازلهم، واستمروا بسعادة كبيرة بسبب هذه المسابقة غير المحدودة.